# Nowy Kawęczyn (Kawęczyn w województwie mazowieckim)
Nowy Kawęczyn – część wsi Kawęczyn w Polsce położona w województwie mazowieckim, w powiecie lipskim, w gminie Ciepielów. Do 31 grudnia 2016 samodzielna wieś.
Wierni kościoła rzymskokatolickiego należą do parafii Podwyższenia Krzyża Świętego w Ciepielowie.
W latach 1975–1998 miejscowość położona była w województwie radomskim.